# Гравіметрія

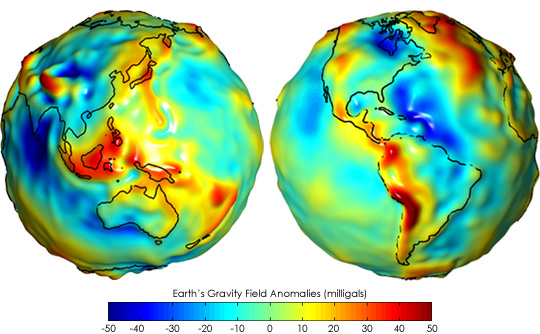
Гравітаційні аномалії Землі (за даними супутникової місії GRACE).

Гравіме́трія (англ. gravimetry; нім. Schwerkraftmessung f, Schweremessung f, Gravimetrie f) — галузь геофізики, що вивчає гравітаційне поле Землі, зокрема з метою вивчення її внутрішньої будови.

## Історія
Перше вимірювання сили тяжіння виконав Галілей вимірявши шлях, пройдений тілом при падінні за першу секунду падіння.
Завданням ранніх вимірювань було визначення g як фундаментальної константи. Про те, що сила тяжіння на Землі змінюється в залежності від широти місця, стало відомо в 30-х роках XVII століття.
Вимірювання виконували нитяними маятниками довжиною 1–2 метра. Властивість маятника коливатися тривалий час, яка дозволяла знайти з прийнятною точністю період коливань, стала причиною того, що маятниковий метод використовувався як основний в гравіметрії аж до середини XX століття. Великий внесок у розвиток теорії гравіметрії внесли Гюйгенс, Маклорен, Клеро, Лаплас, Лежандр, Гаус, Стокс та ін.

## Застосування гравіметрії

### Гравіметрія в геодезії
Основний зміст гравіметрії в геодезії — теорії та методи визначення зовнішнього поля потенціалу та сили тяжіння Землі (g) шляхом вимірювання на земній поверхні та за астрономо-геодезичними даними. Гравіметрія в геодезичному контексті містить у собі теорію нівелірних висот і обробку астрономо-геодезичних мереж. Один з основних геодезичних застосувань гравіметрії — побудова моделей геоїда. Точне знання геоїда необхідне, зокрема, в навігації — для перерахунку геодезичних (еліпсоїдальних) висот, які безпосередньо вимірюються GPS-приймачами, у висоти над рівнем моря, а також у фізичній океанології — для визначення висот морської поверхні.

### Гравіметрія в геофізиці
У геофізиці гравіметрія використовується з метою дослідження внутрішньої будови Землі, а також інших планет. В контексті розвідувальної геофізики гравіметрія як правило називається гравірозвідкою.

### Гравіметрія в інших науках про Землю
Із запуском супутникової місії GRACE в 2002 р. вперше з'явилася можливість вимірювати часові зміни земного поля тяжіння в регіональному масштабі. Ці вимірювання дозволяють, зокрема, отримувати додаткову інформацію про процеси, пов'язані зі зміною клімату.
Задача отримання якісних гравіметричних та магнітометричних даних як основи для 3D або 4D спільної інверсії наявних геолого-геофізичних даних з подальшою інтерпретацією може вирішуватися шляхом 
- Проведення наземної високоточної 3D або 4D гравіметричної і магнітометричної зйомок з використанням гравіметрів SCINTREX CG-5 (Канада) і цезієвих магнітометрів GEOMETRICS G-859SX Mining Mag (США).
- Висока якість забезпечується використанням авторського програмного забезпечення для контролю і оптимізації параметрів гравіметру SCINTREX CG-5 (GRAVITYDRIFT) і обробки та контролю якості гравімагнітометричних даних в режимі реального часу (OBSERVER)[2]

## Одиниці вимірювання та стандарти
Одиницею вимірювання сили тяжіння в гравіметрії є гал (українське позначення: Гал; міжнародне: Gal), який дорівнює 1 см/с². Названа на честь італійського вченого Галілео Галілея. На початку XX століття був визначений абсолютний стандарт сили тяжіння Землі, який базується на гравіметричних вимірюваннях у Потсдамі (сила тяжіння в Потсдамі — 981 274 мГал), однак вже в 30-х роках XX століття були отримані дані про те, що потсдамський стандарт завищений на 13—14 мГал. Результатом стало створення єдиної світової опорної гравіметричної мережі International Gravity Standardization Net (IGSN). У 1971 р. вона була прийнята замість потсдамської системи (стандарт IGSN 71), в якій абсолютний стандарт сили тяжіння Землі, не прив'язаний до координати, складає 978 031,8 мГал.

## Обладнання
Наземні гравіметричні спостереження виконуються з допомогою гравіметрів або акселерометрів. В гравіметричних спостереженнях з допомогою супутника (супутникова градієнтометрія) використовуються, як правило, високоточні вимірювання його орбіти.